# Flugplatz Swjatoschyn

i7
i11
i13
Der Flugplatz Swjatoschyn (ukrainisch Аеродром «Святошин», auch als Antonov 1 national bezeichnet, ICAO-Code: UKKT) ist ein Werksflugplatz im Westen der ukrainischen Hauptstadt Kiew und Teil des Werksgeländes der Antonow-Werke.
Auf dem Flugplatz finden gelegentlich Flugshows oder Festivals statt, ansonsten ist er für die Öffentlichkeit nicht zugänglich.
Ein weiterer Flughafen von Antonow ist der Flughafen Kiew-Hostomel nordwestlich von Kiew.

## Geschichte
Am 14. März 2022 bombardierten russische Truppen den Flugplatz.

## Daten
Der Flugplatz verfügt über eine betonierte Start- und Landebahn mit einer Länge von 1807,5 m und einer Breite von 45,1 m.

## Lage
Der Flugplatz liegt in 177 Metern Höhe im Stadtrajon Swjatoschyn etwa zehn Kilometer westlich der Innenstadt Kiews an der Metro-Station Swjatoschyn.